# Teotônio Vilela Filho

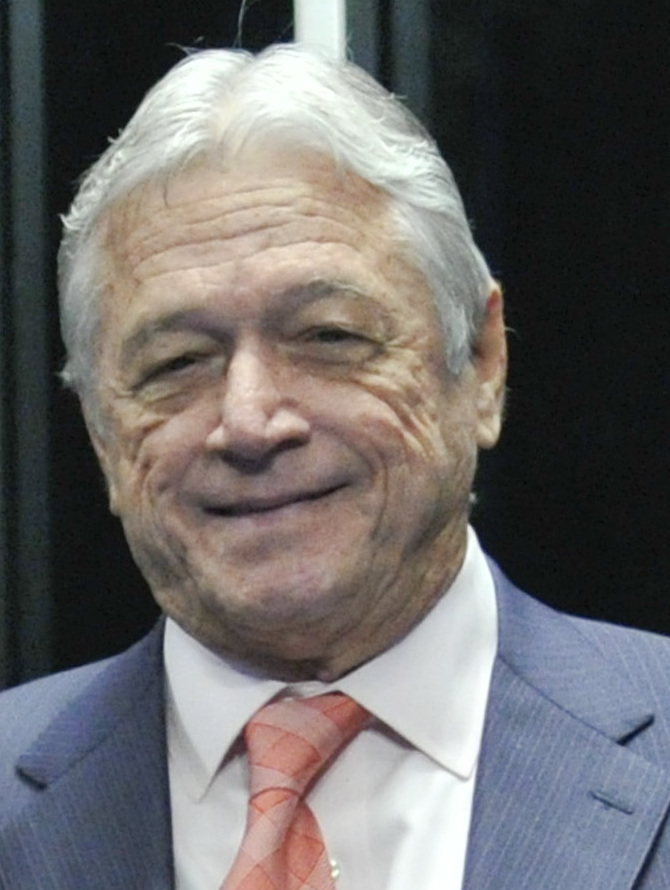
Teotônio Vilela Filho

Teotônio Brandão Vilela Filho (Viçosa, 29 de enero del 1951) es un político brasileño del PSDB. Es hijo de Teotônio Vilela, gran opositor al régimen militar.
Vilela Filho ganó en 1986 el puesto de senador, siendo el más joven de todo el senado. Siguió en el senado hasta el año 2006, donde en las elecciones a gobernador de Alagoas consiguió la victoria con poco más del 55% de los votos. De este modo hizo innecesaria una segunda vuelta. En 2010 fue reelegido en la segunda vuelta con el 52,74% de los votos apoyado por PP, PSC, PPS, DEM y PSB además de su propio partido. En la primera vuelta sólo había logrado el 40% de los votos, diez puntos por encima de su rival Ronaldo Lessa del PDT.
| Predecesor: Luís Abílio | Gobernador del estado de Alagoas 2007 - ... | Sucesor: Actualmente en el cargo |